# Anacamptomyia africana
Anacamptomyia africana là một loài ruồi trong họ Tachinidae.